# Schneeball-Glasflügler
Der Schneeball-Glasflügler (Synanthedon andrenaeformis) ist ein Schmetterling aus der Familie der Glasflügler (Sesiidae).

## Merkmale

### Falter
Die Falter haben durchsichtigen Flügel, die nur an den Flügeladern, dem Diskalfleck und den Flügelrändern beschuppt sind. Sie erreichen eine Flügelspannweite von 18 bis 28 Millimetern. Der Saum ist relativ breit und zuweilen leicht rötlich überstäubt. In der Mitte ist ein länglicher schwarzbrauner Diskalfleck zu erkennen, der vom Vorder- bis zum Hinterrand reicht. Die Hinterflügel haben eine schmale dunkle Saumbinde sowie einen kleinen schwarzbraunen Diskalfleck. Fühler, Thorax und Abdomen glänzen blauschwarz. Auf den Segmenten zwei und vier befinden sich weißliche oder gelbliche Ringe, wobei der Ring auf dem vierten Segment stets breiter ist. Einige männliche Exemplare zeigen auch auf den Segmenten fünf und sechs schwach angedeutete weißliche Ringe. Der Afterbusch ist fächerförmig ausgebildet und am Ende mit sehr vielen gelben Haaren versehen.

### Ähnliche Arten
Es besteht eine gewisse Ähnlichkeit zum Heckenkirschen-Glasflügler (Synanthedon soffneri). Dieser zeigt jedoch einen breiteren, kräftig dottergelb gefärbten Ring nur auf dem vierten Segment. Außerdem wird der Afterbusch nur aus schwarzen Haaren gebildet.

## Geographische Verbreitung und Vorkommen
Der Schneeball-Glasflügler ist in Europa lokal verbreitet. Richtung Osten erstreckt sich das Verbreitungsgebiet über Kleinasien und Russland bis nach Armenien, wo er durch die ssp. Synanthedon andrenaeformis tenuicingulata vertreten ist. Hauptlebensraum der Art sind Auenlandschaften, Waldränder, buschige Heidegebiete sowie gelegentlich auch Gärten und Parkanlagen.

## Lebensweise
Die tagaktiven Falter fliegen in den Monaten Mai bis Juli, zuweilen bis in den August. Besonders aktiv sind sie im Sonnenschein. Sie besuchen dann gerne die Blüten verschiedener Pflanzen und können auch mittels Pheromonfallen nachgewiesen werden. Die madenförmigen Raupen leben ein- oder zweijährig unter der Rinde oder im Mark der Zweige von Wolligem Schneeball (Viburnum lantana) oder Gewöhnlichem Schneeball (Viburnum opulus). Sie überwintern und verpuppen sich im Frühjahr. Vor dem Schlüpfen der Falter schiebt sich die Puppe zu etwa einem Drittel aus dem Holz der Nahrungspflanze heraus.

## Gefährdung
In Deutschland kommt der Schneeball-Glasflügler in den südlichen, mittleren und westlichen Bundesländern vor und wird auf der Roten Liste gefährdeter Arten als nicht gefährdet eingestuft.